# Бир-Борхут
Бир-Борхут — вулкан в Йемене, в мухафазе Хадрамаут.
Бир-Борхут является вулканическим полем. Наивысшая точка около 600 метров. Расположен в 60 километрах к северу от побережья Аденского залива.
Геологические карты Аравийского полуострова показывают, что местные вулканические породы относятся к позднему плейстоцену. Есть свидетельства в арабских источниках, что вулканическая активность в данном районе происходила в 905 и 1813 годах.